# ORCID

Logo ORCID

ORCID (wymowaⓘ) - Open Researcher and Contributor ID, kod alfanumeryczny stworzony dla unikalnego identyfikowania autorów i współautorów publikacji naukowych i akademickich. 

## Powody dla powstania ORCID
ORCID jest odpowiedzią na zjawisko braku możliwości jednoznacznej identyfikacji autorów publikacji za pomocą ich imion i nazwisk. To rozwiązanie przydatne m.in. we wszelkiego rodzaju analizach nauko- i bibliometrycznych autorów. Sprzyja organizowaniu nauki w przestrzeni elektronicznej.
Niejednoznaczności w określaniu autorstwa publikacji miewają swoje źródła m.in. w:
- braku gwarancji unikalności imion i nazwisk,
- zmianie nazwiska (np. w wyniku małżeństwa),
- problemach zachodzących przy odpowiednim szeregowaniu kolejności imienia i nazwiska wynikających z różnic kulturowych,
- niekonsekwencji w stosowaniu skrótów imion,
- różnic w zapisie graficznym (np. obce danej kulturze znaki diakrytyczne),
- błędach typograficznych (tzw. literówkach),
- zmianie afiliacji w trakcie trwania kariery naukowej[3][4][5].

## ORCID wśród innych identyfikatorów
Podobnie jak DOI identyfikuje jednoznacznie publikację cyfrową, ISBN publikację książkową, tak ORCID jednoznacznie identyfikuje autora publikacji akademickiej. Jest identyfikatorem darmowym i może być używany równolegle z innymi identyfikatorami (tj. ResearcherID powiązanym z Web of Science, Google Scholar Author ID czy Author Identifier w bazie Scopus). Zasadnicza różnica w przypadku identyfikatora ORCID to fakt, iż jest on niezależny od komercyjnych dostawców innych rozwiązań i w tym wymiarze jest uniwersalny i bezstronny. Wydawcy pozwalają na wzajemne łączenie informacji o autorze i linkowanie profili pomiędzy serwisami. Zachęcają czy wręcz obligują autorów do posiadania ORCID.
Identyfikator ORCID jest blokiem identyfikatorów International Standard Name Identifier (ISNI) w zakresie 0000-0001-5000-0007 do 0000-0003-5000-0001. zarezerwowanym dla autorów akademickich i jest administrowane przez osobną organizację. Indywidualni autorzy prac naukowych mogą utworzyć osobne identyfikatory ISNI i ORCID. ISNI i ORCID koordynują swoje działania..

## Budowa identyfikatora i profil naukowca

Ikona ORCID

Unikalne oznaczenie alfanumeryczne ORCID składa się z 16 cyfr podzielonych na cztery równe części dywizami. W oznaczeniu uwzględnia się cyfry od 0-9 oraz literę X dla oznaczenia liczby 10. Ostatni znak numeru ISNI i ORCID iD jest cyfrą kontrolną liczoną według ISO-7064 (MOD 11,2).
Przykładowo ORCID Stephena Hawkinga to https://orcid.org/0000-0002-9079-593X. Zapis przybiera więc postać https://orcid.org/oznaczenie numeryczne.
Profil naukowca, obok indywidualnego oznaczenia ORCID, obejmuje: imię i nazwisko (oraz stosowane warianty tychże),  biografię, kraj pochodzenia, słowa kluczowe, stronę internetową i adres mejlowy, inne wykorzystywane przez autora identyfikatory osobowe (np. przypisany ResearcherID), wykształcenie, przebieg zatrudnienia, publikacje, realizowane granty badawcze. Profil może, ale nie musi zawierać wszystkich tych elementów. Osoba posiadająca identyfikator może również korzystać z unikalnego dla siebie kodu QR.

## ORCID, Inc.
ORCID jako organizacja non-profit dostarcza otwartego i niezależnego rejestru mającego docelowo stać się standardem w identyfikowaniu autorów i współautorów publikacji akademickich. Stan posiadaczy identyfikatora ORCID na styczeń 2019 to blisko 5 800 000 osób. Usługę przydzielania identyfikatorów zainicjowano w październiku 2012 roku. ORCID, Inc. to organizacja z siedzibą w Stanach Zjednoczonych. Zarządzana jest przez Radę Dyrektorów wybieranych spośród reprezentantów organizacji członkowskich. Obecnie jej głównym dyrektorem jest Laurel L. Haak. W skład organizacji wchodzą przedstawiciele środowisk naukowych, stowarzyszenia, wydawcy, firmy z branży IT i inne.